# Советский Союз (паротурбоход)

Лайнер Albert Ballin, середина 1920-х годов

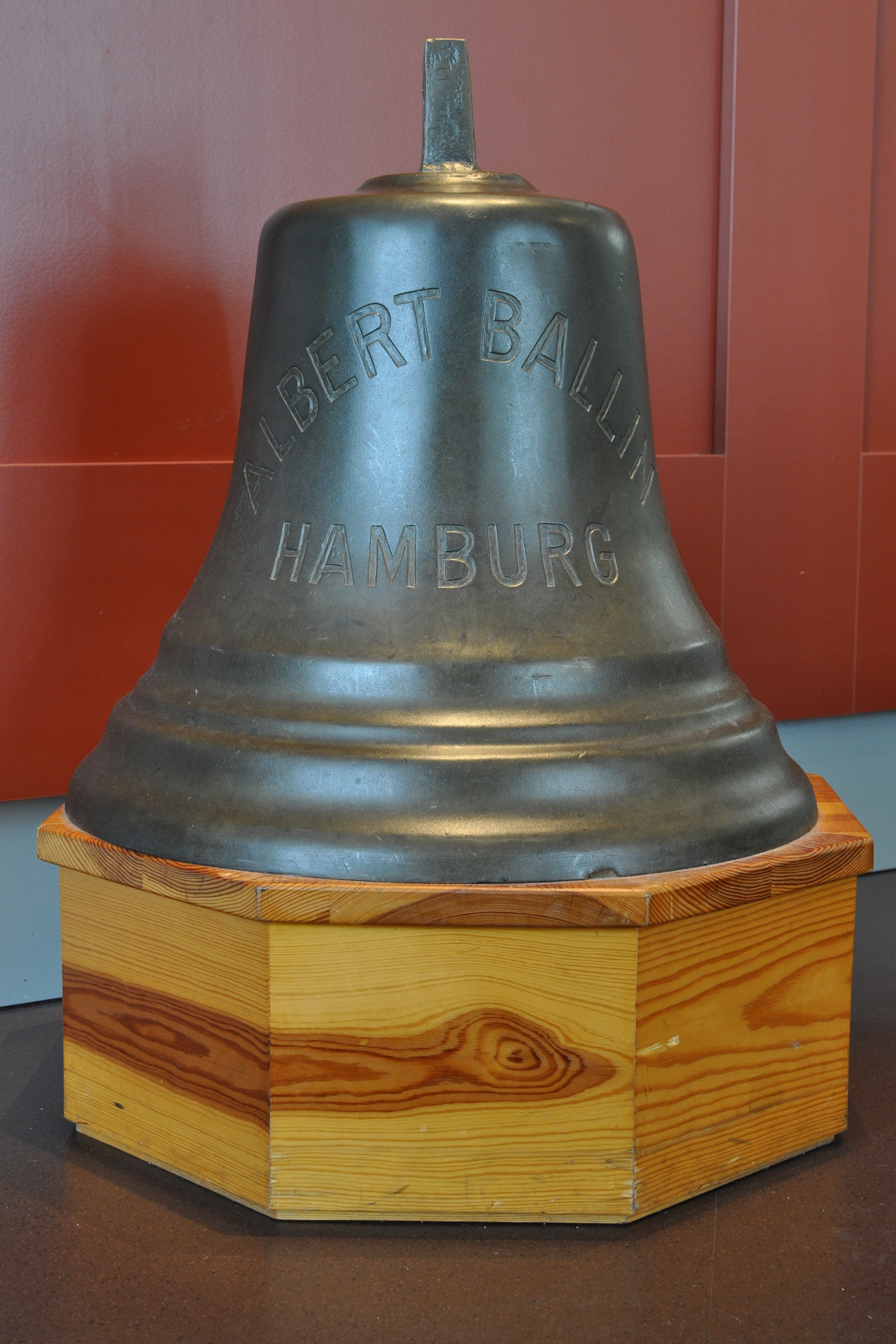
Колокол теплохода

«Советский Союз» — с 1953 года советский, первоначально германский океанский лайнер, спущенный на воду на верфи Blohm + Voss в 1922 году под именем Albert Ballin, в 1935 году переименован в Hansa.
Списан в 1980 году под названием «Тобольск», в 1982 году продан на лом и разрезан в Гонконге.
Лайнер «Советский Союз» длительное время являлся самым крупным пассажирским судном в СССР.

## История

### Под немецким флагом
Турбоход был заложен в Гамбурге 24 августа 1921 года на верфи Blohm & Voss для трансатлантических рейсов из Германии в Америку; получил строительный номер 403 и название Albert Ballin в честь бывшего президента компании Hamburg Amerika Linie — HAPAG Альберта Баллина. Он мог перевозить более 1800 человек в каютах первого, второго и третьего класса.
Судно стало первым в серии однотипных океанских лайнеров, после него на верфи Blohm & Voss по заказу компании HAPAG на воду были спущены: Deutschland (1924), Hamburg (1926) и New York (1927). Серия считалась более «скромной», нежели довоенная серия этой же компании «Императорского класса». Все суда серии были оснащены пассивными успокоителями качки (цистернами Фрама), что придавало им значительную устойчивость при волнении.
16 декабря 1922 года судно было спущено со стапелей, а 17 июня 1923 года — передано заказчику — компании HAPAG.

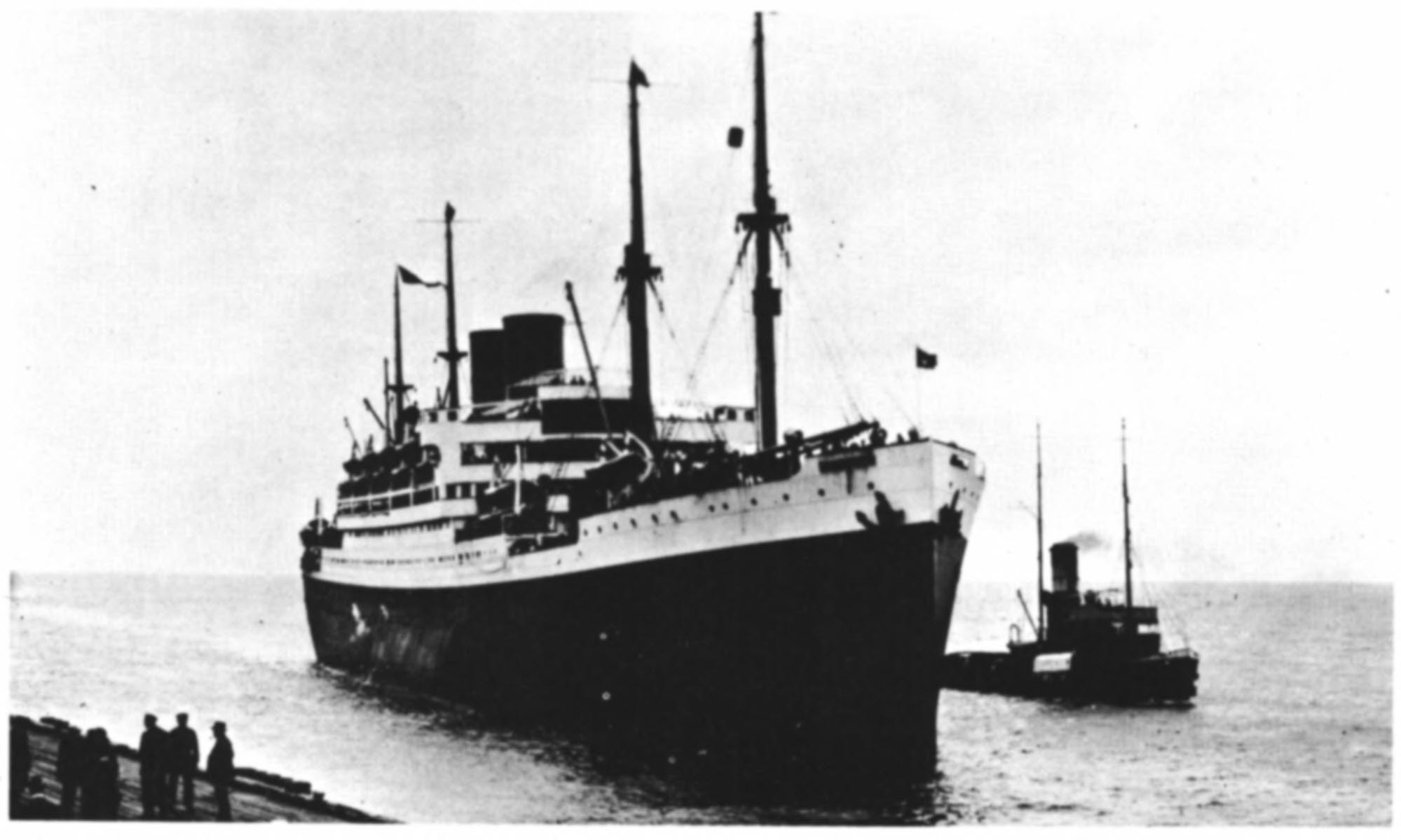
Теплоход Albert Ballin, 1923 год

В середине 1923 года Albert Ballin отправился в первый пробный рейс на Нью-Йорк.
В 1934 году корпус судна, как и остальных судов данной серии, был удлинён на 15 метров.
В 1935 году в связи с тем, что Альберт Баллин по происхождению был евреем, решением нацистских властей судно было переименовано в Hansa. В годы Второй мировой войны Hansa вошла в состав военно-морского флота Германии и перевозила военные грузы и войска.
В конце января 1945 года Hansa должна была участвовать в конвое по перевозке немецких войск вместе с лайнером Wilhelm Gustloff. Однако через четыре часа после выхода из Данцига у Hansa произошла поломка главной машины. Конвой остановился для перегрузки и распределения воинского контингента по другим судам.
В марте 1945 года во время эвакуации Восточной Пруссии Hansa подорвалась на мине и затонула на 20-метровой глубине в 9 милях от берега.

### Под советским флагом
В соответствии с решениями Потсдамской конференции руководителей трёх союзных держав военно-морской и торговый флоты Германии были разделены поровну между странами-победителями в счет репараций. В число судов, предназначенных для передачи СССР, попала и «Ганза».
В 1947 году аварийно-спасательная служба Балтийского флота обследовала затонувшую «Ганзу», после чего было принято решение о её подъёме. Сложность подъёма состояла в том, что судно оказалось сильно заиленным, а малая глубина осложняла постановку его на ровный киль. Работы выполнялись советскими военными моряками с привлечением специалистов из числа военнопленных немцев около двух лет. 15 декабря 1949 года судно подняли и отвели в Варнемюнде, где на заводе «Варновверфт» (ГДР) произвели восстановительный ремонт. В связи с отсутствием в Варнемюнде дока достаточной величины, корпусные работы провели в Антверпене (Бельгия), на верфи группы компаний «Джон Коккериль». В ходе восстановительных работ из двух дымовых труб осталась одна, от четырёх мачт с грузовыми стрелами остались только две.
В 1953 году судно получило официальное название «Советский Союз». В 1954 году, незадолго перед вводом в эксплуатацию, на судне по неизвестным причинам произошёл взрыв и пожар, повредивший помещения. После повторных восстановительных работ судно было в 1955 году передано Советскому Союзу и вступило в состав морского флота СССР.
В марте 1957 года «Советский Союз» прибыл во Владивосток и стал работать на Камчатской экспрессной линии Владивосток — Петропавловск-Камчатский. За период с 1957 по 1980 год лайнер перевёз почти 60 000 пассажиров.
Приказом министра морского флота СССР № 256 от 5 декабря 1980 года лайнер «Советский Союз» был списан с баланса транспортного флота, после чего приказом начальника ДВМП переименован в «Тобольск». Причиной переименования послужило соображение о неприемлемости возможных инсинуаций о «сдаче „Советского Союза“ в металлолом». Весь 1981 год «Тобольск» простоял на приколе во Владивостокском морском торговом порту.
5 марта 1982 года «Тобольск» с экипажем 60 человек самостоятельно вышел в последний рейс на разделку, а 17 марта того же года судно было официально передано для разделки на металл одной из компаний Гонконга.

## Капитаны судна
- Артюх Николай Борисович
- Мышевский Серафим Порфирьевич (1957—1962)[6]
- Гришин Борис Андреевич (1965—1977) (по другим данным 1962—1974)
- Полещук Пётр Иванович (1976—1981)
- Гаркуша Иван Иннокентьевич (1973—1974)
- Кобцев Геннадий Александрович (1982)

## Старшие пом. капитана
- Верхотуров Валентин Андреевич (1973—1975)
- Таран Виктор Иванович (май 1981 — август 1982 годов)

## Факт
В 1974 году с лайнера «Советский Союз» во время безвизового круиза к экватору без заходов в иностранные порты, в момент прохождения у берегов Филиппин, бежал советский гражданин Станислав Курилов. С ластами, маской и трубкой, без еды и питья, в течение 3 суток он проплыл до острова Сиаргао около 100 км.